# ألمانيا في بداية العصر الحديث
ألمانيا في بداية العصر الحديث كانت الدول الناطقة بالألمانية مقسمة سياسياً ودينياً في بداية العصر الحديث (1500-1800)، وقد انخرطت جميعها في حرب الثلاثين عاماً (1618-1648)، وكانت النمسا الكاثوليكية وبروسيا اللوثرية أبرز المشاركين في هذه الحرب.

## القرن السادس عشر
سيطرت عائلة هابسبورغ على الإمبراطورية الرومانية المقدسة طوال بداية العصر الحديث.

### النهضة الألمانية
كانت النهضة الألمانية - وهي جزء من نهضة شمال أوروبا - حركة ثقافية فنية انتشرت بين المفكرين الألمان في القرنين الخامس عشر والسادس عشر، وتزامنت مع عصر النهضة الإيطالية. تعتبر النهضة الألمانية نتيجة مباشرة لعودة الفنانين والمفكرين الألمان الذين كانوا في إيطاليا واستلهموا حركة النهضة منها. تأثرت مختلف مجالات الفنون والعلوم بالنهضة، ولا سيما انتشار الفكر الإنساني في مختلف الولايات والدول الألمانية. بالإضافة لذلك حدث تطور كبير في تقنيات الهندسة المعمارية والفنون والعلوم. كان عصر النهضة الألمانية هو الوقت الذي ظهرت فيه ألمانيا كقوة أوروبية كبرى، وانتشرت فيها النزعة الإنسانية الفرنسيسكانية.

### الإصلاح الألماني
أدى الإصلاح الألماني الذي بدأه مارتن لوثر إلى حرب الفلاحين الألمان في (1524-1525). دافع لوثر مع زميله فيليب ميلانشتون عن أفكارهما خلال دعوتهها للإصلاح في البرلمان الإمبراطوري عام 1529، وسط تهم الهرطقة الموجهة لهما. لكن مرسوم عام 1521 كان قد حظر كل التغييرات أو الأفكار الجديدة. ولذلك حاول مارتن لوثر أن يحتفظ بمظهر المصلح الكاثوليكي بدلاً من الثوري المهرطق، وقد أثارت مناشدته للأمراء الألمان بإدانة الثورات المدعومة من عقيدة المملكتين الإصلاحيين المتطرفين. رفض مارتن لوثر وفيليب ميلانشتون التوافق مع هولدريخ زوينكلي في المؤتمر الذي عقد في عام 1529، ومع احتجاج الأمراء اللوثريين في اجتماع شباير الثاني (1529)، ورفض الإعلان اللوثري في أوغسبورغ (1530) ظهرت الكنيسة اللوثرية ككنيسة مسيحية مستقلة.
عوَّل لوثر على الوعي القومي المتنامي للدول الألمانية في شمال أوروبا، وشجب البابا لأنه تدخل في السياسة والدين. بالإضافة لذلك فقد دعم لوثر النبلاء، وهو الأمر الذي قدَّم لهم مبرراً لسحق ثورة الفلاحين الكبرى (1525) ومصادرة ممتلكات الكنائس، وهذا ما يفسر انجذاب العديد من الأمراء إلى اللوثرية. ومع ذلك فقد ألقى يواكيم الأول حاكم براندنبورغ باللوم على اللوثرية في اندلاع الثورة، وكذلك فعل آخرون غيره. ورغم ظهور اللوثرية في براندنبورغ لكن الكاثوليكية لم تندثر هناك حتى وفاة جورج فون بلومنتال الذي كان آخر أسقف كاثوليكي.
رغم أن الملك تشارلز الخامس حارب الإصلاح اللوثري، فقد شهد عصر سلفه ماكسيميليان بداية هذا الإصلاح. وقد توصلت الدول الرئيسية في أوروبا الغربية إلى اتفاقيات مع الفاتيكان سمحت لها بالاستفادة من ممتلكات الكنيسة ومواردها الكبيرة لتغطية نفقات الحكومة، ما أدى لظهور الكنائس القومية التي تمتعت بقدر كبير من الاستقلال عن روما، لكن التحركات المماثلة في الإمبراطورية الرومانية المقدسة لم تكلل بالنجاح.

### الطباعة ومحو الأمية
ساهم ظهور الطباعة والإصلاح الديني في حدوث طفرة كبيرة في مجال محو الأمية. زاد عدد المنشورات الدينية في ألمانيا والعديد من أوروبا ابتداءاً من عام 1517، وبحلول عام 1530 كان هناك أكثر من 10 آلاف كتاب ومنشور معروف مع إجمالي عشرة ملايين نسخة تقريباً. وهكذا كان الإصلاح ثورة إعلامية أيضاً. عزز لوثر من هجماته على روما من خلال تصوير فكره «الجيد» ضد الكنيسة «السيئة»، وأصبح من الواضح أن الطباعة يمكن استخدامها بفعالية للدعاية التي تهدف لدعم الإصلاح. استخدم الكتاب الإصلاحيون الأنماط القديمة من الكتابة والصور لتحقيق أهدافهم الخاصة. ساهمت الرسوم التوضيحية التي أُرفقت بالكتاب المقدس المترجم حديثاً بنشر أفكار لوثر ودعمها. كان الرسام الشهير لوكاس كرانش الأكبر (1472-1553) الذي رعاه حكام فيتينبرغ صديقاً مقرباً لمارتن لوثر، فساهم في تصوير أفكار لوثر وتقديمها للجماهير، حيث أوضحت رسوماته وجهات نظر لوثر حول العلاقة بين العهدين القديم والجديد.